# Monoar Ul Alam Babul
Monoar Ul Alam Babul (bengalisch: মনোয়ার উল আলম বাবুল; * um 1955) ist ein Badmintonspieler aus Bangladesch.

## Karriere
Monoar Ul Alam Babul gewann 1977 seinen ersten nationalen Titel in Bangladesch, wobei er im Herreneinzel erfolgreich war. Fünf weitere Titelgewinne folgten bis 1983. Insgesamt war er viermal im Herrendoppel erfolgreich, einmal im Herreneinzel und einmal im Mixed.

## Sportliche Erfolge
| Saison | Veranstaltung                  | Disziplin    | Platz | Name                                          |
| ------ | ------------------------------ | ------------ | ----- | --------------------------------------------- |
| 1977   | Bangladeschische Meisterschaft | Herreneinzel | 1     | Monoar Ul Alam Babul                          |
| 1978   | Bangladeschische Meisterschaft | Herrendoppel | 1     | Golam Aziz Zilani / Monoar Ul Alam Babul      |
| 1979   | Bangladeschische Meisterschaft | Mixed        | 1     | Monoar Ul Alam Babul / Kamrun Nahar Dana      |
| 1980   | Bangladeschische Meisterschaft | Herrendoppel | 1     | Monsur Ahmed Khan Penu / Monoar Ul Alam Babul |
| 1981   | Bangladeschische Meisterschaft | Herrendoppel | 1     | Monsur Ahmed Khan Penu / Monoar Ul Alam Babul |
| 1983   | Bangladeschische Meisterschaft | Herrendoppel | 1     | Golam Aziz Zilani / Monoar Ul Alam Babul      |

## Referenzen
- http://www.badmintonbangladesh.org/index.php?option=com_content&view=article&id=90&Itemid=37

| Personendaten    | Personendaten                      |
| ---------------- | ---------------------------------- |
| NAME             | Babul, Monoar Ul Alam              |
| ALTERNATIVNAMEN  | মনোয়ার উল আলম বাবুল                    |
| KURZBESCHREIBUNG | bangladeschischer Badmintonspieler |
| GEBURTSDATUM     | um 1955                            |